# 504 v. Chr.
Portal Geschichte | Portal Biografien | Aktuelle Ereignisse | Jahreskalender | Tagesartikel

◄ |
7. Jahrhundert v. Chr. |
6. Jahrhundert v. Chr. |
5. Jahrhundert v. Chr. |
►

◄ | 520er v. Chr. | 510er v. Chr. | 500er v. Chr. | 490er v. Chr. |
480er v. Chr. |
►

◄◄ | ◄ | 507 v. Chr. | 506 v. Chr. | 505 v. Chr. | 504 v. Chr. |
503 v. Chr. |
502 v. Chr. |
501 v. Chr. |
► |
►►

## Ereignisse

### Politik und Weltgeschehen
- Publius Valerius Poplicola und Titus Lucretius Tricipitinus sind der Legende nach Konsuln der Römischen Republik.
- Italien: Latiner und Griechen unter der Führung des Tyrannen Aristodemos von Cumae besiegen Aruns Porsenna in der Schlacht von Aricia vernichtend. Durch den Sieg über den Sohn von Lars Porsenna, dem etruskischen Herrscher von Clusium, beenden sie die Herrschaft der Etrusker in Rom und ermöglichen so die Entwicklung der Römischen Republik.

### Sport
- Als wohl einziger König Spartas erringt Damaratos aus dem Geschlecht der Eurypontiden bei den Olympischen Spielen der Antike einen Sieg im Wagenrennen.